# めぐみへの誓い (2020年の映画)
『めぐみへの誓い』（めぐみへのちかい）は、2020年制作、2021年2月19日に公開された日本映画。
13歳の時に北朝鮮に拉致された横田めぐみさんを中心に、拉致被害者とその家族の苦悩と闘いを描いたドラマ。劇団夜想会主宰の野伏翔が演出・脚本を手がけた舞台劇「めぐみへの誓い 奪還」を、野伏自身がメガホンをとり映画化した。

## キャスト
- 横田めぐみ：笠菜月
- 横田めぐみ（少女期）：坂上梨々愛
- 横田滋：原田大二郎
- 横田早紀江：石村とも子
- 田口八重子：安座間美優
- 金賢姫：小林麗菜
- 辛光春[4]：大鶴義丹
- 夏仙：仁支川峰子
- 金本印刷社長：小松政夫
- 荒木和博：多田広輝
- 西岡力：上杉陽一
- 小森進：藤井弘平
- 川村幸恵：半井小絵
- 山本美代：栗原ゆうき
- 山本郁代：上島尚子
- 山本美咲：北煬子
- 梅花：増田京子
- 金（工作員）：稲村幸助
- 丁（工作員）：佐羽英
- 植竹参事官：倉田秀人
- 美恵：中西琴
- 主婦：櫻井一津子、藤森裕美、くじら
- 田宮五郎：森川翔太
- 沙也加：卜部真由美
- 高：潮見勇輝
- 智賢：ちひろ
- マリ：望月よしえ
- 915病棟看護師・女囚：唐澤雅子
- 男・横田哲也：大塚悠介
- 男・看護師：岡野敏幸
- 村尾ディレクター：村尾建兒
- 刑事：市川博樹
- 福田官房長官：鈴木康仁
- 横田哲也：石村昌一
- 増元照明：早乙女バッハ
- 蓮池透：黒川冬馬
- 有本明弘：鈴木富夫
- 有本嘉代子：いそなおこ
- 地村保：奈良正明
- 保衛部員：中川誠
- 保衛部員・看護師：土方辰夫
- 老女：南條瑞江（友情出演）
- 医師：原田晃希
- 保衛部員・囚人：出来本泰史、白子八月来
- 囚人：高野満久
- 女囚：斉藤百恵